# 核図表
| - なし (安定核種) - ベータ崩壊 - 陽子放出 | - 中性子放出 - アルファ崩壊 - 自発核分裂 - 陽電子放出または電子捕獲 |

核図表（かくずひょう）とは、陽子数と中性子数を座標軸にとった平面上に、原子核の核種を配置した図である。イタリアの物理学者エミリオ・セグレにちなんでセグレチャートとも呼ばれる。
座標(0, 1)を1Hとし、X軸に中性子数、Y軸に陽子数を取り、各マスに核種（質量数などを付した元素記号）を記入するのが一般的で、既に発見された核種だけでなく、未発見核種を含めることもある。なお、wikipediaの核種の一覧ではX軸に陽子数、-Y軸に中性子数を取っている。核図表は1934年にクルト・グッゲンハイマーによって発表され、1935年にジョルジオ・フェーア、1945年にエミリオ・セグレとグレン・シーボーグによって拡張された。
核図表は周期表と異なり元素の化学的な性質はほとんど読み取れないが、核の安定性や陽子・中性子数に基づく原子核の規則性を掴みやすい。元素合成等を考える上で重要となる。

## 核図表の要素
基本要素以外にも、核種に関わる要素が付記される事が多い。
半減期、崩壊モード
安定核を強調し、不安定核は概略の半減期や崩壊の種類で色分けされる。
魔法数
安定・長寿命核が集中する、特定の陽子・中性子数。核子的に閉殻（周期表における希ガスと同様の概念）で、同位体や同中性子体が縦横に並ぶ線として現れる。
第一励起準位
核を励起させるのに必要なもっとも低いエネルギー。これで色分けすることにより、魔法数が明確に現れる。
結合エネルギー
特に、Z軸に結合エネルギーの大きさを取って三次元グラフにしたものをハイゼンベルクの谷と呼ぶ。これは、安定同位体に沿って鉄が最も低い谷の形を示す。
ベータ安定線
ある質量数において結合エネルギーが最大となる陽子数（エネルギー的に最も安定）を結んだ線。これより陽子が多ければ陽電子放出をし、中性子が多ければベータ崩壊をする。ハイゼンベルクの谷を流れる川に例えられる。
陽子ドリップライン
陽子に対して中性子が少なすぎると、陽子の分離エネルギーが小さくなる。これがゼロとなる核種を結んだ線で、その外側では核力によって陽子を束縛できず、核種が存在できない。未発見核種を含む図では、中性子が少ない側の縁となる。
中性子ドリップライン
陽子に対して中性子が多すぎると、中性子の分離エネルギーが小さくなる。これがゼロとなる核種を結んだ線で、未発見核種を含む図では中性子が多い側の縁となる。中性子が多くても核は不安定になりにくく、陽子ドリップラインよりも広い。
安定の島
中性子、陽子ともに魔法数であるため安定と予測されている超重元素の存在位置。